# Mechanismo
Mechanismo es una banda de indie rock fundada en Madrid (España) en 2009. En octubre de 2010 publicaron su primer EP, Empire of Light,.

## Historia
Mechanismo fue fundado en 2009 en Madrid por Sebastian Maharg (voz y bajo) de Chicago y Mervyn McManus (voz y guitarra) de Mánchester. Poco después se incorporó David "McPa" Parrilla de Madrid en la batería.
En octubre de 2010 lanzaron su EP debut auto-producido, Empire of Light que se describió en los medios como "elegante, inusualmente rico en texturas... se agradece la capa de barniz en cada pincelada", "con unas melodías que evocan sentimientos...un EP que merece la pena ser escuchado y analizado" y "puro preciosismo: la nota exacta para hilvanar la melodía exacta, algo que le otorga distinción a esta banda". En 2011, tras su paso por Radio 3, Conciertos Sublimes del Vertical Pop, Jack Daniels Sessions, Low Cost y Sonorama, el grupo firmó contrato editorial con Warner-Chappell.
En primavera y verano de 2012 publicaron una serie de singles que cuentan con varios colaboradores. En el primero, "Still", participó Sean Marholm del grupo indie Dinero en guitarra. Para el segundo "Home", Mechanismo recrea la técnica wall of sound del productor Phil Spector reuniendo a más de una docena de músicos del panorama indie español.
Entre 2013 y 2016 se incorporan Alberto Torres (teclados), Antonio Ruiz (voy y guitarra) y Edgar Rodríguez (guitarra). 
En abril de 2016 lanzaron su LP debut The Forlorn Hope producido por Charlie Bautista, Manuel Cabezalí y el propio grupo. Fue grabado en Subsonic Estudios en Madrid y masterizado por Manuel Cabezalí. 

## Miembros
- Sebastian Maharg (voz y bajo)
- Antonio Ruiz (voz y guitarras)
- Alberto Torres (teclados)
- David "McPa" Parrilla (batería)
- Edgar Rodríguez (guitarra)
- Nacho Mata (batería-percusión)

## Discografía
- Empire of Light (EP, 2010)

1. Home
2. My One
3. So It Goes
4. Inside Out
5. Empire of Light

- Still (single, 2012)

1. Still

- Home (single, 2012)

1. Home

- The Forlorn Hope (LP, 2016)

1. Home
2. Citizen's Arrest
3. Proof of Life
4. Better
5. Afterglow
6. Diminishing Returns
7. Par For the Course
8. Still
9. Empire of Light
10. Home(stretch)
11. So It Goes
12. Any Way